# Transferinski receptor
Transferinski receptor je prenosni protein za transferin. On je potreban za unos gvožđa u ćeliju i kontrolisan je intraćelijskom koncentracijom gvožđa. On unosi gvožđe internalizacijom kompleksa transferin-gvožđe putem endocitoze posredovane receptorom.

## Regulacija
Niske koncentracije gvožđa podstiču povećanje nivoa transferinskog receptora, da bi se povećao unos gvožđa u ćeliju. Transferinski receptor učestvuje u održavanju ćelijske homeostaze gvožđa.
TfR produkcija u ćeliji je regulisana nivoima gvožđa posredstvom IRE-BP proteina (respons na gvožđe/regulatorni element vezivanja proteina), koji se naziva i regulatorni protein gvožđa (engl. Iron Regulatory Protein - IRP). Taj protein se vezuje za strukturu sličnu ukosnici na 3' UTR TfR receptora. Nakon vezivanja dolazi do inhibicije degradacije iRNK za IRE.

## Literatura
- Testa U, Kühn L, Petrini M, Quaranta MT, Pelosi E, Peschle C (1991). „Differential regulation of iron regulatory element-binding protein(s) in cell extracts of activated lymphocytes versus monocytes-macrophages”. J. Biol. Chem. 266 (21): 13925—30. PMID 1856222.
- Daniels TR, Delgado T, Rodriguez JA, Helguera G, Penichet ML (2006). „The transferrin receptor part I: Biology and targeting with cytotoxic antibodies for the treatment of cancer”. Clin. Immunol. 121 (2): 144—58. PMID 16904380. doi:10.1016/j.clim.2006.06.010.; Figure 3: Cellular uptake of iron through the Tf system via receptor-mediated endocytosis. Архивирано на веб-сајту  (24. септембар 2015)
- Daniels TR, Delgado T, Helguera G, Penichet ML (2006). „The transferrin receptor part II: targeted delivery of therapeutic agents into cancer cells”. Clin. Immunol. 121 (2): 159—76. PMID 16920030. doi:10.1016/j.clim.2006.06.006.

## Spoljašnje veze
- Transferrin+receptor на 
- Okam M (29. 01. 2001). „Transerrin and Iron Transport Physiology”. Information Center for Sickle Cell and Thalassemic Disorders. Brigham and Women's Hospital and Harvard Medical School. Архивирано из оригинала 07. 03. 2007. г. Приступљено 19. 12. 2010.